# Mon tissu préféré
Mon tissu préféré és una pel·lícula dramàtica francesa dirigida per Gaya Jiji, estrenada el 2018 i presentada al 71è Festival Internacional de Cinema de Canes a la secció Un Certain Regard l'any 2018.
És la primera pel·lícula de la directora siriana exiliada a París, inspirada en els seus records personals.

## Argument
L'any 2011, a l'inici de la Guerra Civil de Síria, la història de Nahla, una jove soltera de 25 anys, que viu amb la seva mare i les seves dues germanes en un ombrívol suburbi de Damasc i que pateix el pressió per casar-se ràpidament. Està dividida entre el seu desig de llibertat i l'esperança d'abandonar el país gràcies a un matrimoni concertat amb Samir que viu als Estats Units. Però aquesta última decideix inesperadament casar-se amb la germana petita, Myriam. Aleshores, la Nahla s'acosta a la senyora Jiji, una veïna que s'ha instal·lat recentment a l'edifici, que la fascina i la confon alhora. De fet, dirigeix un bordell clandestí al seu apartament. La Nahla desafiarà les prohibicions i descobrirà el món de fantasies de la senyora Jiji.

## Repartiment
- Manal Issa : Nahla
- Ula Tabari : Mme Jiji
- Souraya Baghdadi : Salwa
- Mariah Tannoury : Myriam
- Nathalie Issa : Line
- Saad Lostan : Samir
- Wissam Fares : Salem
- Amani Ibrahim : Shrim